# 我只在乎你
《我只在乎你》是邓丽君的原唱歌曲，中文版于1986年12月20日由日本金牛宫唱片首发单曲，其后收录于1987年的香港宝丽金同名專輯中。日语版《時の流れに身をまかせ》（任時光從身畔流逝、韶光流逝），于1986年2月21日在日本发行。
此曲是鄧麗君在日本樂壇發展最成功的歌曲之一，在日本及華人世界中相當受歡迎，日後也被多位歌手翻唱過。根据资料显示，《我只在乎你》获得了1987年华语乐坛年度冠军单曲，碾压齐秦的《大约在冬季》（第2名）和张国荣的《倩女幽魂》（第3名）。

## 歌曲解说
〈任時光從身邊流逝〉一曲作詞為荒木豐久、作曲為三木剛；中文版本《我只在乎你》则由台灣著名主持人、詞作人慎芝女士填詞，慎芝的國學造詣相當深，台灣許多經典歌曲的歌詞都是出自她手，如蔡琴《最後一夜》、張學友《月半彎》、許景淳《玫瑰人生》等。邓丽君先前的歌曲《償還》《愛人》以比較黯淡的小調寫成，題裁亦較為敏感和負面，相比之下，該曲以較明亮的大調寫成。
〈任時光從身邊流逝〉於日本Oricon公信榜上最高得到第6名，並獲得第28屆日本唱片大獎金獎；更連續三年（1984年至1986年）獲得《日本有線大獎》和《全日本有線放送大獎》，創下外國藝人在日本歌壇締造最輝煌的紀錄。
註：
- 《日本有線大獎》在2005年已被冰川清志追平鄧麗君連續三年獲獎紀錄，截至2017年冰川清志已累積九次獲獎，此紀錄為所有藝人之冠；
- 《全日本有線放送大獎》二度易名，2001年先改為《ALL JAPAN點播獎》，2003年再改為現在的名字《BEST HITS歌謠祭》，目前獲獎紀錄保持者為放浪兄弟，他們前後共五度獲獎，濱崎步和冰川清志各以四次獲獎並列第二位。此獎項自2012年開始改以純演唱會型式繼續舉辦，所有獎項將不再頒發。

## 相關唱片作品

### 日语單曲
1. 時の流れに身をまかせ（任時光從身邊流逝）
2. 黃昏

### 日语專輯
1. 黃昏
2. 悲しみが淚と踊ってる（與悲傷之淚共舞）
3. 桃源鄉
4. スキャンダル（誹聞）
5. 傷心
6. 追伸（附言）
7. ジャスミン慕情（茉莉花的愛慕）
8. 愛に疲れて（愛得很疲倦）
9. あなたの空（你的天空）
10. エレジー（輓歌 (elegy)）
11. ワインカラーの記憶（酒紅色的記憶）
12. 時の流れに身をまかせ（任時光從身邊流逝）

### 中文專輯
中文專輯《我只在乎你》，1987年3月發行。
1. 酒醉的探戈
2. 像故事般溫柔
3. 命運之川
4. 愛人
5. 午夜微風
6. 夏日聖誕
7. 非龍非彲
8. 不著痕跡
9. 心路過黃昏
10. 我只在乎你

## 改編作品
周影〈讓我愉快愛一次〉
收錄於1991年《還仍然想我嗎》專輯。
此乃廣東話版本，由向雪懷填詞。
王菲翻唱〈我只在乎你〉
於1996年《香港電台十大中文金曲頒獎禮 - 懷念鄧麗君》環節中演唱。
收錄於2009年《阿菲正傳》精選輯中的DVD。
梁詠琪翻唱〈我只在乎你〉
收錄於1997年《短髮》專輯。
彭羚翻唱〈我只在乎你〉
收錄於2002年《Precious Moment》新曲+精選輯。
成龍與鄧麗君合唱〈我只在乎你〉
收錄於2002年成龍專輯《真的用了心》。
鄧麗君演唱部分取自原錄音室版本的人聲軌並數位合成，而成龍獨唱部分則經張淳淳重新填詞。
蘇打綠翻唱〈我只在乎你〉
收錄於2008年《陪我歌唱》、《THAT MOMENT小巨蛋現場全紀實》專輯。
MC HotDog feat.關彥淳〈輕熟女27〉
收錄於2012年《貧民百萬歌星》專輯。
採用副歌旋律及部分原編曲改編，主歌編曲取自陳淑樺〈夢醒時分〉。
RubberBand翻唱〈我只在乎你〉
收錄於2012年《Dedicated To…》專輯。
胡琳翻唱〈我只在乎你〉
收錄於2012年《Sing Tess》專輯。
林宥嘉翻唱〈我只在乎你〉
收錄於2013年《Jazz Channel》專輯。
王若琳翻唱〈我只在乎你〉
收錄於2019年《愛的呼喚》專輯。
岑寧兒翻唱〈我只在乎你〉
《愛的廣義相對論－迴圈》主題曲